# Санді (Пенсільванія)
Санді (англ. Sandy) — переписна місцевість (CDP) в США, в окрузі Клірфілд штату Пенсільванія. Населення — 1362 особи (2020).

## Географія
Санді розташоване за координатами 41°6′9″ пн. ш. 78°46′39″ зх. д. / 41.10250° пн. ш. 78.77750° зх. д. (41.102471, -78.777557).  За даними Бюро перепису населення США в 2010 році переписна місцевість мала площу 3,60 км², з яких 3,59 км² — суходіл та 0,01 км² — водойми.

## Демографія
Згідно з переписом 2010 року, у переписній місцевості мешкало 1429 осіб у 626 домогосподарствах у складі 416 родин. Густота населення становила 397 осіб/км².  Було 671 помешкання (187/км²).
Расовий склад населення:
| - 98,1 % — білих - 0,7 % — чорних або афроамериканців - 0,4 % — азіатів - 0,1 % — вихідців з тихоокеанських островів |

До двох чи більше рас належало 0,6 %. Частка іспаномовних становила 0,7 % від усіх жителів.
За віковим діапазоном населення розподілялося таким чином: 19,1 % — особи молодші 18 років, 61,7 % — особи у віці 18—64 років, 19,2 % — особи у віці 65 років та старші. Медіана віку мешканця становила 45,1 року. На 100 осіб жіночої статі у переписній місцевості припадало 94,4 чоловіків;  на 100 жінок у віці від 18 років та старших — 90,8 чоловіків також старших 18 років.
Середній дохід на одне домашнє господарство  становив 42 668 доларів США (медіана — 37 404), а середній дохід на одну сім'ю — 56 947 доларів (медіана — 49 943). За межею бідності перебувало 12,9 % осіб, у тому числі 16,7 % дітей у віці до 18 років та 2,3 % осіб у віці 65 років та старших.
Цивільне працевлаштоване населення становило 550 осіб. Основні галузі зайнятості: роздрібна торгівля — 29,1 %, освіта, охорона здоров'я та соціальна допомога — 21,5 %, мистецтво, розваги та відпочинок — 17,5 %.